# أولاد بوعيش (لعمامرة)
أولاد بوعيش هي إحدى مشيخات المملكة المغربية، تتبع جغرافيا لإقليم آسفي وإداريًا للعمامرة. يقدر عدد سكانها بـ 4366 نسمة حسب الإحصاء الرسمي للسكان والسكنى لسنة 2004.